# Johannes Zumtaugwald
Johannes Zumtaugwald (* 4. Januar 1826 in Zermatt; † 1900) war ein Bergführer aus der Anfangszeit des Zermatter Alpinismus.

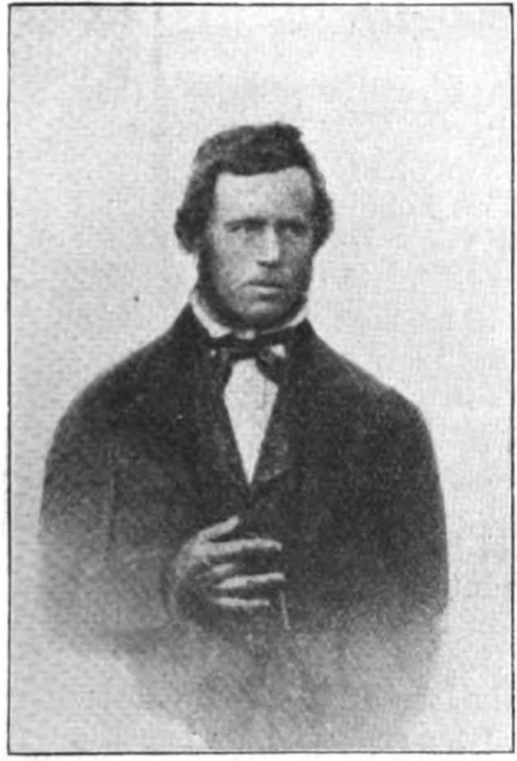
Johannes Zumtaugwald

## Leben
Johannes Zumtaugwald, Sohn von Johann Joseph und Maria Katharina Zumtaugwald, war ein Zermatter Bergführer, der einige Erstbesteigungen auf prominente Schweizer Viertausender unternahm, darunter den höchsten komplett in der Schweiz stehenden Berg, den Dom (4545 m), und den höchsten Schweizer Berg überhaupt, die Dufourspitze (4634 m). Er war der jüngere Bruder von Matthäus Zumtaugwald und der ältere Bruder von Stefan Zumtaugwald, denen ähnlich spektakuläre Erstbesteigungen gelangen; teilweise gingen sie auch zusammen in den Seilschaften. Finanziert wurden die Unternehmungen durch englische Gäste wie Leslie Stephen, den späteren Mitgründer des London Alpine Club, oder die beiden Geistlichen Charles Hudson (Erstbesteiger des Matterhorns 1865) und John Llewelyn Davies.
Dank dem US-amerikanischen Alpinisten Henry Fairbanks Montagnier (1877–1933) sind die Führerbücher der drei Brüder Zumtaugwald erhalten geblieben und geben umfangreiche Informationen über die Touren dieser Anfangszeit des Alpinismus. So wird beispielsweise für 1862 ein Versuch von Johannes Zumtaugwald dokumentiert, das Matterhorn zu besteigen, wobei er den Gipfel jedoch nicht erreichte.
Der Name Zumtaugwald, der sich bis ins Spätmittelalter zurückverfolgen lässt, stammt vom Stammsitz der Familie im Taugwald ab, der nahe Zermatt liegt. Die alteingesessene Familie brachte mehrere Meier des Freigerichts Zermatt sowie einige Priester hervor.

## Erstbesteigungen
- 1855 Monte-Rosa-Dufourspitze über Westgrat, 4634 m
- 1858 Dom über Festigrat, 4545 m
- 1859 Rimpfischhorn, 4199 m
- 1862 Täschhorn über Kinflanke, 4491 m